# Ptochophyle hilaris
Ptochophyle hilaris är en fjärilsart som beskrevs av W. Warren 1898. Ptochophyle hilaris ingår i släktet Ptochophyle och familjen mätare. Inga underarter finns listade.